# 興皇法朗
釋法朗（507年—581年），《陳書》作惠朗，俗姓周，徐州沛郡沛縣人，南北朝三論宗大師，因長住建康興皇寺說法，故人稱興皇法朗，或興皇朗。因其辯才無礙，又被人稱為「伏虎朗」。

## 生平
法朗先祖為南朝將領，他本身年少時也曾習武從軍，跟隨徐子彥將軍北伐時，領悟到「兵者凶器，身曰苦因」，遂於南朝梁武帝大通二年（528年）在青州出家，徧習禪法、律、《成實論》、毘曇等。後隨攝山僧詮大師於止觀寺學習三論（即《中論》、《百論》、《十二門論》）、《華嚴經》、《般若經》等，與長干慧辯、禪眾慧勇、棲霞慧布合稱僧詮門下之「四友」。
陳武帝永定二年（558年）奉敕前往京師建康，住持興皇寺，在此設齋講解四論（即三論加上《大智度論》），聽眾常達千人之多，現場設置幢幡、花卉，佐以伎樂，場面極為隆盛。此時最重要的事蹟是作《山門玄義》（又名《中論疏》），以三論意旨評破成實宗，成實宗因此慢慢衰微，三論宗得以宏揚於江南，使三論宗義成為陳代佛教的主流。
陳後主太建十三年（581年）圓寂，葬於攝山西嶺，陳後主為他作墓誌銘〈揚都興皇寺釋法朗墓銘〉，該文收錄於唐代《續高僧傳》以及清代《全上古三代秦漢三國六朝文》所輯錄之《全陳文》。

## 弟子
其門下著名弟子甚多，最傑出的有二十五人，人稱二十五哲，其中又以嘉祥吉藏最為著名。法朗大師去世時，囑付茅山大明法師繼續領導其門下學眾。牛頭宗始祖法融即是出自大明法師門下。

## 家庭
- 曾祖父：周盤龍，南朝宋、齊將領，官至大司馬
  - 祖父：周奉叔，南朝齊黃門侍郎、青州刺史
    - 父：周神歸，南朝梁員外散騎常侍、沛郡太守
    - 母：劉氏

## 備註
1. ↑  今屬江蘇省徐州市沛縣，亦有可能指南朝僑置之南沛郡（今安徽省滁州市天長市）。

## 延伸閱讀
[在维基数据编辑]
 《續高僧傳/卷07》